# Canal Grappler

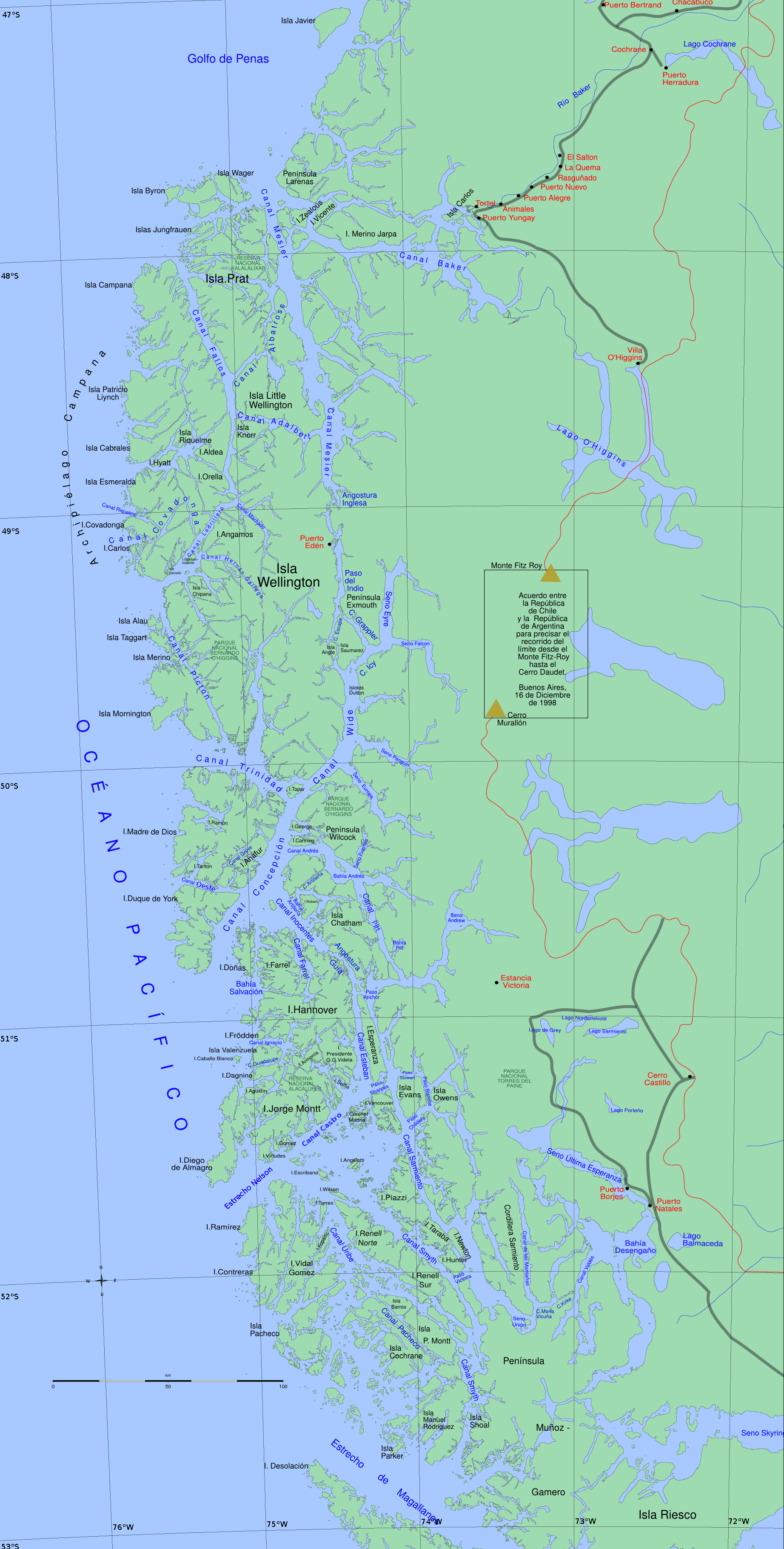
Golfo de Penas - Estrecho de Magallanes

El canal Grappler  está situado en el océano Pacífico en la región austral de Chile, al sur del golfo de Penas, es uno de los canales patagónicos principales, longitudinales, de la Patagonia chilena. Es la continuación hacia el sur del paso del Indio.
Administrativamente pertenece a la provincia Última Esperanza de la XII Región de Magallanes y la Antártica Chilena.
Desde hace aproximadamente 6.000 años sus costas fueron habitadas por el pueblo kawésqar. A comienzos del siglo XXI este pueblo había sido prácticamente extinguido por la acción del hombre blanco.

## Ubicación
Mapa del canal
Comienza a la cuadra de la isla Foot en coordenadas 49°23′30″S 74°24′00″O / -49.39167, -74.40000 y termina a la altura del extremo sur del promontorio Exmouth en coordenadas 49°33′S 74°13′O / -49.550, -74.217. Luego tomará hacia el sur el nombre de canal Icy.
Su dirección general es SE y su largo de 12 nmi. Corre entre el promontorio Exmouth por su lado norte y la costa norte de la isla Saumarez por el sur. Es recto, claro y limpio de peligros. En su ribera norte se abre puerto Grappler y en la sur puerto Micaela. Debe tenerse especial vigilancia con  los témpanos que bajan desde el seno Eyre.

## Geología y orografía
Son una sucesión de tierras altas y barrancosas con numerosas cumbres y promontorios muy parecidos entre sí. Sus cabos y puntas terminan en forma abrupta. Lo anterior, unido al silencio y soledad del entorno hacen de estas islas y canales una de las regiones más bellas del planeta. 
Las costas son acantiladas y sus canales, en general son limpios y abiertos, donde hay escollos estos están invariablemente marcados por sargazos.
Existen alturas bastante notables que sirven para reconocer la entrada a los diferentes senos, canales o bahías. Estas están claramente indicadas en las respectivas cartas y derroteros de la región.
En el pasado se produjo un hundimiento del territorio provocado por el encuentro, frente a la península de Taitao, de tres placas tectónicas: la de Nazca y la Antártica que se mueven hacia el este, y la Sudamericana que se desplaza hacia el oeste. Esta situación ocasionó un notorio hundimiento del borde de la placa Sudamericana bajando los suelos a su nivel actual, lo que se puede comprobar por la fragmentación del territorio y la penetración del mar en los lugares hundidos, surgiendo gran cantidad de islas.
Data de la época terciaria; y es producto de la misma causa geológica que  hizo aparecer primero la cordillera de la Costa y luego la de los Andes. En la edad glacial, tomó su aspecto actual siendo la continuación hacia el sur de la cordillera de la Costa.
Es de origen ígneo por la clase de roca que lo constituye y por su relieve áspero e irregular, característico de las cadenas de erupción.

## Climatología
La región es afectada continuamente por vientos del oeste y por el paso frecuente de sistemas frontales. Estos sistemas frontales se generan en la latitud 60° S, zona en la que confluyen masas de aire subtropical y masas de aire polar creando un cinturón de bajas presiones que forma los sistemas frontales.
Esta área tiene un clima que se conoce como “templado frío lluviosos” que se extiende desde la parte sur de la X Región de Los Lagos hasta el estrecho de Magallanes. Aquí se registran las máximas cantidades de precipitaciones, en isla Guarello se han alcanzado hasta 9.000 mm anuales.
La nubosidad atmosférica es alta, los días despejados son escasos. La amplitud térmica es reducida, la oscilación anual es de aproximadamente 4 °C con una temperatura media de 9 °C. Precipita durante todo el año siendo más lluvioso hacia el otoño.
Existen solo dos estaciones: verano e invierno. El verano comienza en septiembre y los vientos empiezan a rondar del NW al SW. Los días comienza a ser más largos y en octubre puede haber algunos días despejados. En los meses de diciembre, enero y febrero los vientos ya soplan casi exclusivamente del SW con gran intensidad.
Las lluvias, en esta estación, son frecuentes pero no tan persistentes como en el invierno y se presentan bajo la forma de fuertes y copiosos chubascos. La mejor época del año es la que va de febrero a abril. En mayo se observan bravezas de mar que traen mucha marejada. En mayo caen las primeras nevazones las que continúan durante todo el invierno. Las nevazones a veces son tan espesas que la visibilidad se ve reducida a no más de 100 metros. El viento ha rondado al NW. Los meses de junio y julio se consideran los peores del año. El mal tiempo es el estado normal de la región, el buen tiempo es un accidente transitorio.
En la mayoría de los senos, esteros y canales las tierras altas hacen cambiar la dirección del viento verdadero. El viento tiende a soplar a lo largo de los canales, siguiendo su dirección y hacia abajo en los valles.
En los puertos y fondeaderos que se encuentran a sotavento de las tierras altas, cuando los chubascos que soplan por lo alto encuentran quebradas o valles, bajan por ellos en forma repentina y violenta, a estos chubascos se les conoce como “williwaws”.
El viento dominante en toda la zona según el mes es: enero del NW – febrero del W – marzo y abril del W – mayo ronda al S – junio cambia al SW – julio y agosto entre el W al SW – septiembre del E y del N – octubre del W – noviembre del W al NW y en diciembre del WNW.

## Flora y fauna
En las laderas y hondonadas de los cerros crece un bosque tupido que se afirma en los intersticios de las rocas, los árboles se entrelazan unos con otros. Normalmente no se desarrollan sobre los 50 metros sobre el nivel del mar, pero donde está resguardado del viento dominante sube hasta los 200 y 300 metros sobre dicho nivel. Sobre la roca desnuda se observa una formación esponjosa sobre la cual crecen líquenes y musgos desde los cuales surge el agua a la menor presión que se ejerza sobre su superficie. Algunos árboles son el haya, el tepú y el canelo.
El reino animal es muy reducido, se pueden encontrar el zorro y algunos roedores. Hay lobos y nutrias. Entre las aves terrestres y acuáticas podemos encontrar el martín pescador, el tordo, el zorzal, el cisne, el pato, el pingüino, el canquén, la gaviota y el quetro o pato a vapor. Entre los peces se encuentran el róbalo, el pejerrey, el blanquillo y la vieja. Entre los mariscos hay centollas, jaibas, erizos y choros

## Producción

### Producción minera
Sólo se han encontrado minerales de piedra caliza en la isla Guarello el que es extraído y embarcado por la Compañía de Acero del Pacífico y de mármol en la isla Diego de Almagro.

### Producción ganadera
El seno Última Esperanza por la buena calidad de sus pastos es la única parte de esta región donde se ha desarrollado con excelente resultado la crianza de ganado ovejuno, lo que ha originado industrias de carnes frigorizadas, graserías y exportación de lanas.

## Oceanografía
Principalmente en otoño, el navegante debe tener especial atención con la presencia de gran cantidad de témpanos que se desprenden de los glaciares del seno Eyre y que son arrastrados por las corrientes. Estos témpanos dificultan la navegación de este canal y de los canales Icy y Wide.

## Señalización marítima
En las riberas del canal se encuentran instalados los faros automáticos punta Haymann, canal Grappler y cerro Colorado. También se ven ocasionalmente luces provenientes de mariscadores establecidos en la zona.

## Historia
A contar de 1520, con el descubrimiento del estrecho de Magallanes, pocas regiones han sido tan exploradas como la de los canales patagónicos. En las cartas antiguas la región de la Patagonia, entre los paralelos 48° y 50° Sur, aparecía ocupada casi exclusivamente por una gran isla denominada “Campana” separada del continente por el “canal de la nación Calén”, nación que se supuso existió hasta el siglo XVIII entre los paralelos 48° y 49° de latitud sur.
Desde mediados del siglo XX esos canales son recorridos con seguridad por grandes naves de todas las naciones, gracias a los numerosos reconocimientos y trabajos hidrográficos efectuados en esas peligrosas costas.
Por más de 6.000 años estos canales y sus costas han sido recorridas por los kawésqar, indígenas, nómades canoeros. Hay dos hipótesis sobre su llegada a los lugares de poblamiento. Una, que procedían del norte siguiendo la ruta de los canales chilotes y que atravesaron hacia el sur cruzando el istmo de Ofqui. La otra es que procedían desde el sur y que a través de un proceso de colonización y transformación de poblaciones cazadoras terrestres, procedentes de la Patagonia Oriental, poblaron las islas del estrecho de Magallanes y subieron por los canales patagónicos hasta el golfo de Penas. A comienzos del siglo XXI este pueblo había sido prácticamente aniquilado por la acción del hombre blanco.

## Descripción costa norte

### Promontorio Exmouth
Mapa del promontorio
Es una gran península continental ubicada entre el seno Eyre por el E, el canal Grappler por el SW y el paso del Indio por el W. Su extremo NW es la punta Halliday que marca la entrada norte del paso del Indio.

### Puerto Grappler
Mapa del puerto
Según el Derrotero está situado en 49°24′00″S 74°19′00″O / -49.40000, -74.31667 en la costa SW del promontorio Exmouth y ribera norte del canal Grappler.  Tiene 5 cables de boca en cuyo centro se encuentra el islote Cloué de 28 metros de alto y navegable por cualquiera de sus costados, está identificado por una baliza. El saco es de 1 nmi en dirección NNE. El tenedeo es excelente en todo el puerto.

## Descripción costa sur

### Isla Saumarez
Mapa de la isla
Ubicada a continuación del extremo sur del paso del Indio a 2 nmi al SSW de la isla Foot. Tiene 12 nmi de largo en dirección N-S por 6 nmi de ancho a 90°. Por su lado noreste corre el canal Grappler que la separa del promontorio Exmouth; por el este se encuentra el paso Charteris y el canal Icy  que la separa del continente; por el sur fluye el canal Wide y por el oeste el canal Escape y el paso del Abismo que la separan de la costa de la isla Wellington.
En la costa noreste se encuentra el puerto Micaela y 3½ nmi al SE se ubica el morro Escarpado, macizo de 600 metros de alto, extremidad este de la isla. Frente al morro Escarpado hacia el oriente se encuentra el paso Charteris que comunica con la entrada al seno Eyre y hacia el SSW la entrada al canal Icy.

### Puerto Micaela
Mapa del puerto
Sus coordenadas según el Derrotero son: L:49°29’00” S. G:74°17’43” W. Abre sobre la costa NE de la isla Saumarez, ribera sur del canal Grappler y 5 nmi al SSE de puerto Grappler. Tiene 2½ cables de boca por 2 cables de saco. Sus profundidades son disparejas; en el sector sur del saco hay varias rocas que se ven en bajamar. El fondeadero está en el centro del puerto en profundidades de 42 a 50 metros. Puerto Grappler que está muy cerca es mucho mejor para el navegante.